# Piratería berberisca

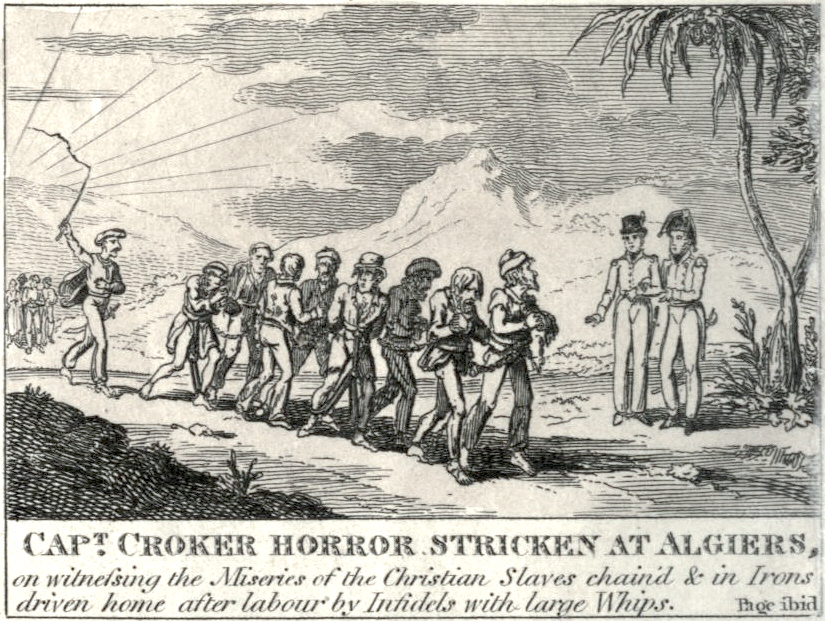
Un capitán británico es testigo de las miserias que pasaban los esclavos cristianos en Argelia en el año 1815

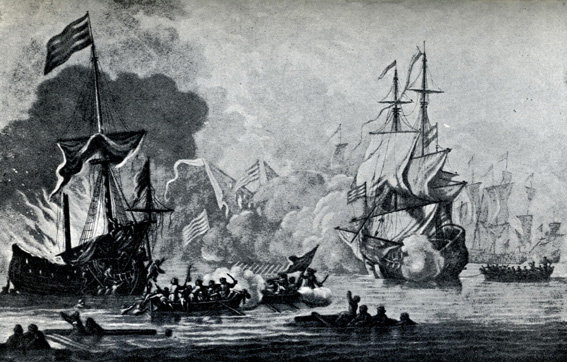
Batalla entre la fragata británica HMS Mary Rose y siete piratas argelinos, 1669.

Los piratas berberiscos, también a veces llamados corsarios otomanos, fueron piratas y corsarios musulmanes que actuaron desde el Norte de África (la «Costa berberisca»), donde tenían sus bases. Actuaron desde Túnez, donde tenían su base más importante en la isla de Yerba, la más grande del norte de África, conocida entre los españoles como Los Gelves y provista de un magnífico puerto natural, y también desde Trípoli, Argel, Salé y otros puertos de Marruecos, acosando el tráfico marítimo en el mar Mediterráneo occidental desde el tiempo de las Cruzadas, lo que se hizo especialmente intenso tras la caída de Constantinopla (1453) en manos de los turcos otomanos. Las «razias» de estos piratas también se dirigieron a los barcos mercantes que viajaban a Asia, rodeando África, hasta principios del siglo XIX. Sus plazas fuertes estaban situadas en varios puntos de la costa de África del Norte conocida como la costa berberisca (término que define al Magreb, al ser sus habitantes originales de etnia bereber).  Además de apoderarse de los buques europeos, perpetraban razias en los pueblos costeros y villas de Europa, sobre todo en las costas de Italia, Francia, España y Portugal, pero también en Gran Bretaña e Irlanda, los Países Bajos y tan lejanos como Islandia. El objetivo principal de sus ataques era capturar esclavos cristianos para el comercio de esclavos otomano, así como el mercado musulmán en general, en el norte de África (Marruecos y Argelia) y Oriente Medio.
Si bien estas incursiones se realizaron tan pronto los musulmanes iniciaron la conquista de esta región, los términos piratas berberiscos y corsarios berberiscos se aplican por lo general a los asaltantes musulmanes que estuvieron activos desde el siglo XVI en adelante, una vez la frecuencia y la amplitud de los ataques esclavistas aumentaron y Argel, Túnez y Trípoli cayeron bajo el dominio del Imperio otomano, ya sea como provincias o dependencias autónomas conocidas como los Estados berberiscos. Se llevaron a cabo redadas similares desde la Salé y otros puertos en Marruecos.
Los corsarios capturaron miles de barcos, y amplios tramos del levante de España e Italia fueron casi totalmente abandonadas por sus habitantes, desalentándose la población de estas áreas hasta el siglo XIX. Del siglo XVI al siglo XIX, los corsarios habrían capturado un estimado de 800 000 a 1,25 millones de personas que fueron vendidas en el mercado musulmán de esclavos, sin considerar los millones de personas que habrían muerto, ya que por lo general solo vendían mujeres y los hombres eran decapitados.
Algunos corsarios eran parias de Europa y conversos, como el afamado John o Jack Ward (que adoptó el nombre de Yusuf Raís) y Zymen Danseker. Los piratas europeos llevaron técnicas de navegación y construcción naval avanzada a la costa Barberisca alrededor del año 1600, lo que permitió a los corsarios expandir sus actividades hasta el océano Atlántico y el impacto de las redadas de Berbería alcanzó su punto máximo a principios y mediados del siglo XVII.
El alcance de la actividad corsaria comenzó a disminuir en la última parte del siglo XVII, ya que los más poderosos navíos europeos empezaron a obligar a los Estados de Berbería a hacer la paz y dejar de atacar a los navíos cristianos. Sin embargo, sin esta protección, los barcos y las costas de los estados cristianos continuarían sufriendo hasta principios del siglo XIX. Después de las guerras napoleónicas y el Congreso de Viena de 1814 a 1815, las potencias europeas acordaron la necesidad de suprimir los corsarios berberiscos del todo y se logró contener la amenaza en gran parte, aunque incidentes ocasionales continuarían sucediendo hasta que finalmente se controlara el peligro que suponían los musulmanes para las costa europea con la conquista francesa de Argelia en el año 1830.
Los más famosos corsarios fueron los hermanos otomanos Barbarroja (el apodado Hızır (Jeireddín) y su hermano mayor Oruç), que tomaron el control de Argel a principios del siglo XVI y lo convirtieron en el centro de la piratería Mediterránea durante los siguientes tres siglos, así como establecieron la presencia del Imperio otomano en África del Norte que duró cuatro siglos. Otros famosos corsarios-almirantes otomanos incluyen a Turgut Reis (conocido como Dragut en Occidente), Kurtoğlu (conocido como Curtogoli en Occidente), Kemal Reis, Salah Reis, Murat Reis y Tybalt Rosembraise.

## Historia

Mercado de esclavos

La piratería musulmana en el Mediterráneo se conoce desde el siglo IX con el Emirato de Creta. No fue sino hasta finales del siglo XIV que los corsarios tunecinos se convirtieron en una amenaza lo suficientemente importante como para convocar una coalición franco-genovesa para atacar Mahdia en el año 1390, también conocido como la cruzada berberisca. Exiliados moros de la Reconquista y los piratas del Magreb se sumaron a la piratería, pero sería con la expansión del Imperio otomano, un imperio musulmán, y la llegada del corsario y almirante Kemal Reis en el año 1487 que los corsarios berberiscos se convertirían en la verdadera amenaza para la población y navíos cristianos.

### Los corsarios berberiscos

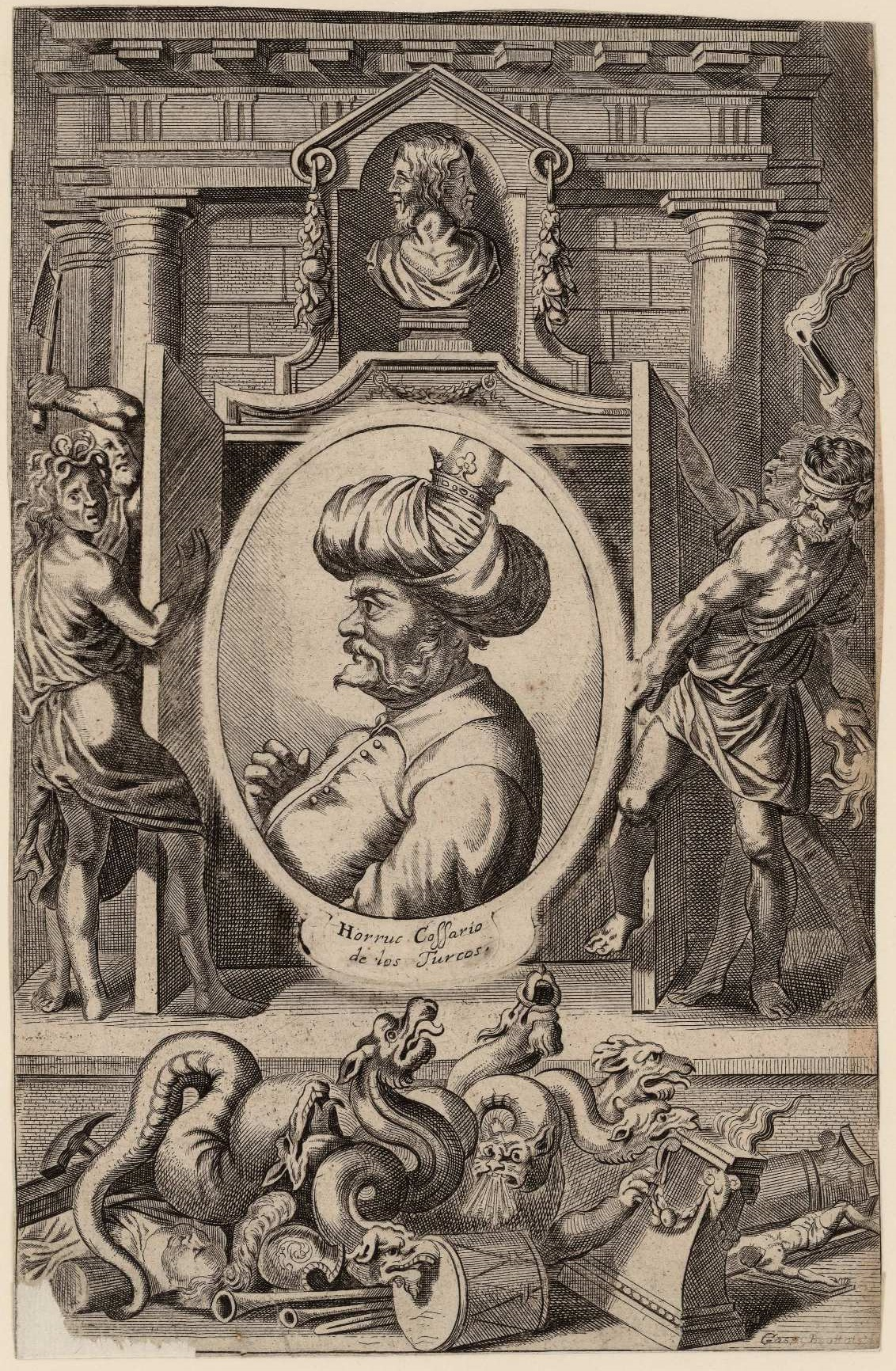
Gaspar Bouttats: Retrato de Horruc (Aruj, Barbarroja), aguafuerte, 1681. Inscripción: "Horruc Cossario de los Turcos". Biblioteca Nacional de España.

Desde muy antiguo —como atestigua la campaña llevada a cabo por Julio César contra los piratas— y organizadamente desde el siglo XIV, el mar Mediterráneo conoció numerosas incursiones de piratas y corsarios turcos y berberiscos que atacaban las naves y costas europeas en medio del conflicto entre el cristianismo y el islam, que culminó con la reconquista cristiana de Granada y la turca de Constantinopla, Chipre y Creta.
Los berberiscos contaban con los importantes puertos de Tánger, Peñón de Vélez de la Gomera, Cherchell, Mazalquivir y los bien defendidos en Túnez y Argelia, incluso Trípoli, desde los que atacar cualquier punto del sur europeo y refugiarse con rapidez llevando los rehenes por los que se pedía rescate.
Debe tenerse en cuenta que la piratería a naves cristianas era considerada por los berberiscos una forma de Guerra Santa y, por tanto, noble y ejemplarizante.
Desde estas fortalezas, los berberiscos atacaban los puertos del sur de la península ibérica, el archipiélago de las islas Baleares, Sicilia y el sur de la península itálica. Tanto es así que el cronista Sandoval escribió: 

Diferentes corrían las cosas en el agua: porque de África salían tantos corsarios que no se podía navegar ni vivir en las costas de España.
Sandoval

Puede sorprender que un peligro tan grande durara tantos siglos, especialmente sabiendo que aquellos puertos no eran partes de un Estado centralizado (el poder de los sultanes era nominal) y el tribalismo predominaba en la región, dividiendo las fuerzas frente a un ataque de Europa. Autores como Ramiro Feijoo puntualizan que aquella región tenía un escaso o nulo valor económico para las monarquías de Zaragoza o Valladolid. Sin embargo, la situación cambió con la firma de la Paz de Lyon en 1504 y los ataques berberiscos a Elche, Málaga y Alicante en 1505.
Los especialistas consideran un error pensar que la península ibérica sufría muchos más ataques que la Itálica. No obstante, la primera contaba con el conocimiento de la lengua, las costas y las costumbres de los andalusíes que habían abandonado la península con la Reconquista. Muchos de ellos se convirtieron en guías, lenguas, aladides, leventes o incluso capitanes y, ya en tierra, contaban con la connivencia de los otros andalusíes que reclamaban aquella tierra invadida como suya. De esta manera, las viejas incursiones medievales, como la cabalgada o la algarada, vuelven a practicarse desde el mar.
En los primeros años del siglo aparece un personaje que, apoyado por los gobernantes otomanos y bereberes, se dedicó a atacar numerosas naves europeas, principalmente españolas e italianas: era Barbarroja. Este corsario llegó incluso a recibir de manos del rey de Túnez, en 1510, el gobierno de la isla de Yerba, desde donde siguió organizando pillajes y ataques, tales como la conquista de la ciudad de Mahón en 1535. Tras su muerte, su hermano Jeireddín, que había heredado de él el apodo de Barbarroja, llegó a empequeñecer la leyenda de Aruch. Tanto es así que el Abate de Brantone, en su libro sobre la Orden de Malta, escribió de él: «Ni siquiera tuvo igual entre los conquistadores griegos y romanos. Cualquier país estaría orgulloso de poder contarlo entre sus hijos».
La mayor parte de las naves berberiscas eran galeras de poca altura, propulsadas por remos. Los remos eran bogados por multitud de esclavos no musulmanes, algunos raptados de países europeos y otros comprados en el África Subsahariana. La galera generalmente tenía un solo mástil con una vela cuadrangular. Las acciones berberiscas fueron aumentando en número y osadía, llegando a tomar posesiones en Ibiza, Mallorca y en la propia España peninsular con ataques en Almuñécar o Valencia. Bien es verdad que muchas de estas acciones culminaban con éxito gracias a la cooperación que los argelinos y tunecinos obtenían de los moriscos, hasta que fueron expulsados por Felipe III.
Ibiza concretamente, no pasó desapercibida para los piratas. Su ubicación estratégica en el corazón del Mediterráneo la convirtió en un blanco perfecto para los ataques. Los piratas berberiscos del norte de África, conocidos por su ferocidad y habilidades marítimas, fueron los principales responsables de estos asaltos en la isla. Uno de los episodios más notorios tuvo lugar en 1529, cuando una flota de piratas turcos atacó Dalt Vila, la ciudad amurallada de Ibiza. Los audaces piratas, liderados por el renombrado corsario Turgut Reis, navegaron hacia la isla y desembarcaron en sus costas. Armados y listos para saquear, avanzaron hacia la ciudad fortificada.
Los habitantes de Ibiza no estaban preparados para tal embate. Los ciudadanos, en estado de shock y pánico, presenciaron cómo sus hogares eran saqueados y sus pertenencias robadas. La batalla de Ibiza se prolongó durante varios días, hasta que finalmente los piratas se retiraron con un valioso botín y esclavos a bordo de sus naves.
Después del ataque de Turgut Reis, la piratería en Ibiza se convirtió en una amenaza constante. Los piratas berberiscos establecieron bases en las costas de Argelia y Túnez, desde donde lanzaban ataques regulares a la isla. Muchos ibicencos vivían aterrorizados y las autoridades locales se vieron obligadas a reforzar las defensas de la isla. (Piratas en Ibiza).
Pese a ser el Atlántico el principal foco de atención de los Austrias, las acciones en el Mediterráneo nunca se descuidaron. Actualmente toda la costa mediterránea española está todavía jalonada por torres de vigilancia (desde donde una siempre divisa otras dos) y torres de guardia para defender las costas (un ejemplo es Oropesa del Mar, en Castellón). Estos piratas dieron origen a una frase que ha perdurado desde entonces: «No hay moros en la costa». Lo mismo que las acciones de la que hoy llamaríamos sociedad civil, para aliviar el sufrimiento de los cautivos y sus familias con la fundación de la orden de los Mercedarios dedicados únicamente a reunir rescates.
Pero no se debe caer en la idea de que los reyes españoles se limitaban a desplegar una estrategia defensiva. Las operaciones que culminaron con la toma de Túnez y el intento de toma de Argel por Carlos V y Juan de Austria, incluso la misma batalla de Lepanto (1571) protagonizada por este último estratega, fueron los principales y más grandes intentos de combatir esta piratería que suponía un auténtico martirio para España y otras naciones europeas.
El apogeo de la piratería berberisca llegó en el siglo XVII, en un momento en que muchos antiguos piratas ingleses —después que el rey Jacobo I de Inglaterra proclamase formalmente el fin del corso en junio de 1603— también colaboraron en la conocida como piratería anglo-turca, una alianza de protestantes y musulmanes que intentaba aparentemente combatir el catolicismo, pero que en realidad buscaba el enriquecimiento personal. Gracias en parte a las innovaciones del diseño naval introducidas por el renegado cristiano Simon Danser, los corsarios norteafricanos extendieron sus ataques prácticamente por todo el litoral del Atlántico Norte. De esta época datan ataques tan al norte como en Galicia, las islas Feroe e incluso Islandia. Es posible que incluso alguno de estos barcos hubiese alcanzado las costas de Groenlandia de forma puntual. En el siglo XVIII la práctica, lejos de decrecer, se mantuvo e incluso aumentó en algunos momentos gracias a la disminución del dominio marítimo español sobre el Mediterráneo occidental con la pérdida de Orán y Mazalquivir en 1708, durante la Guerra de Sucesión Española. Ciudades recuperadas por España en 1732.
Las acciones de los piratas berberiscos no remitirían hasta comienzos del siglo XIX, cuando países como Gran Bretaña, Francia y Estados Unidos cesaron de pagar tributos a los reyes berberiscos y comenzaron a realizar campañas de castigo contra la base pirata de Argel. Ésta vio destruida gran parte de su flota en 1816, y en 1830 cayó ante las fuerzas francesas, que la usarían como punto de partida para crear la colonia de Argelia a lo largo del siglo siguiente. La presión internacional y la derrota del Imperio otomano, llevaron al fin de la piratería en Marruecos, Túnez y Tripolitania en los años siguientes.

## Esclavitud en los Estados berberiscos
Si bien los corsarios berberiscos se dedicaban a saquear la carga de los buques que capturaban, su objetivo principal era capturar y esclavizar a cristianos ya sea en tierra como en el mar. Por lo general, los esclavos eran vendidos u obligados a trabajar o prostituirse en el norte de África.

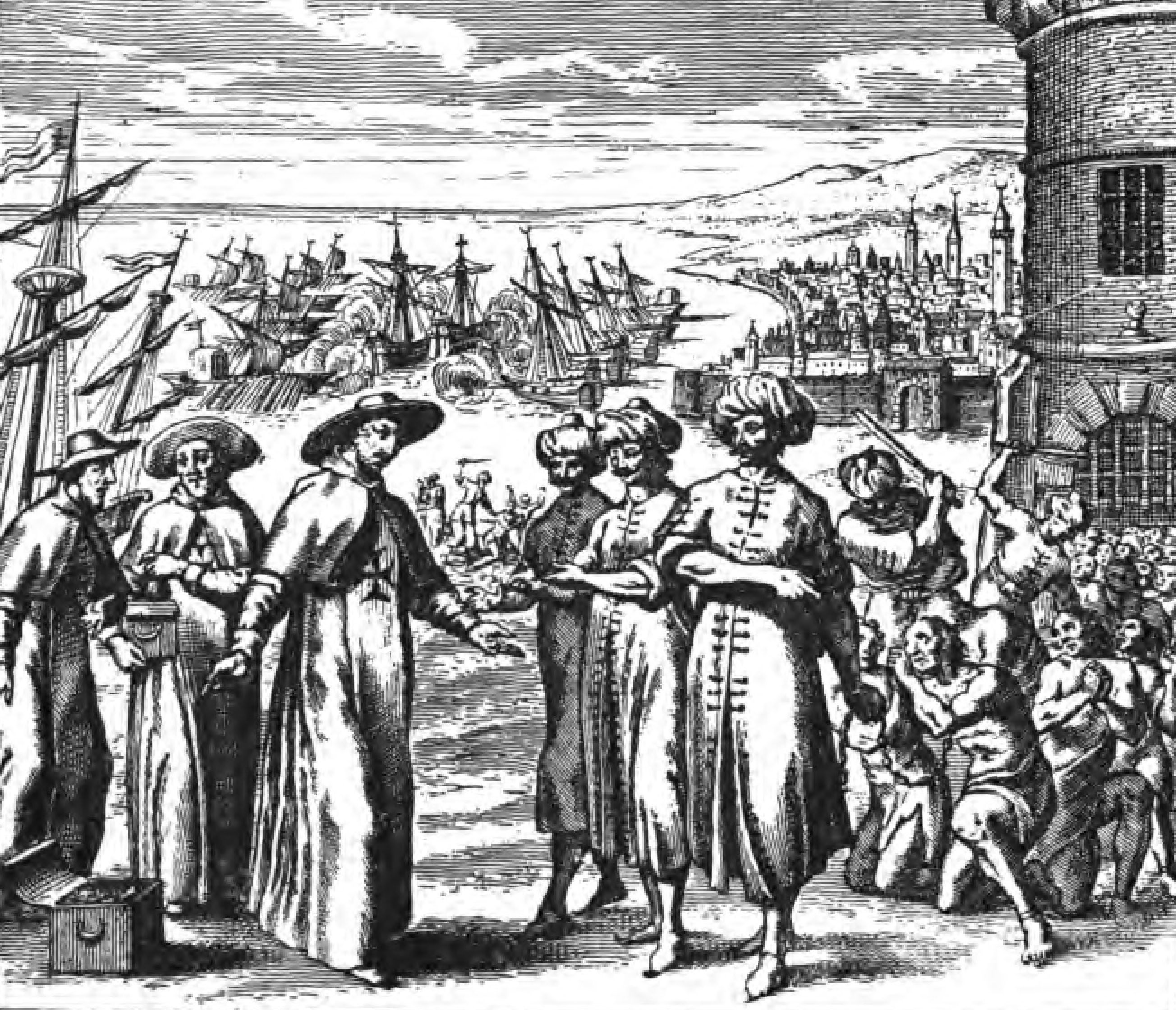
Monjes cristianos pagando un rescate para liberar a los cautivos.

El historiador Robert C. Davis estima que entre 1530 y 1780 fueron capturados y llevados como esclavos entre 1 a 1 250 000 de europeos (cifras conservadoras) a África del Norte, principalmente Argel, Túnez y Trípoli pero también en Estambul y Salé.
La captura era solo la primera parte del viaje de pesadilla de un esclavo. Muchos esclavos murieron en los barcos durante el largo viaje de regreso al norte de África debido a enfermedades, falta de alimentación y agua. Los que sobrevivieran eran exhibidos camino de ciudad para ser vendidos en subasta como esclavos. Los esclavos tendrían que estar de pie desde las ocho de la mañana hasta las dos de la tarde, mientras que los compradores pasaban y los observaban. Posteriormente seguía la subasta, donde los musulmanes del pueblo iban a pujar por los esclavos que querían comprar y una vez terminaba, el gobernador de Argel (Dey) podía comprar cualquier esclavo que quería por el precio que se subastó. Durante las subastas de los esclavos cristianos eran obligados a correr y saltar para mostrar su fuerza y resistencia. Después de la compra, estos esclavos tenían dos opciones, ser rescatados a cambio de dinero u obligados a trabajar, prostituirse u otras actividades. Los esclavos fueron utilizados para una amplia variedad de servicios: el trabajo manual duro, las tareas del hogar, esclavas sexuales en el harén y otras. Al caer la noche, los esclavos eran recluidos en cárceles llamadas baños que, por lo general, estaban abarrotados y eran calurosos, muchos de ellos cuevas excavadas en el suelo desde donde era muy difícil escapar.

### Origen religioso de la esclavitud berberisca

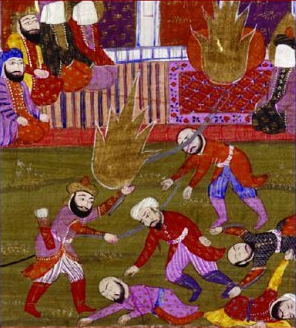
Masacre de 600 a 900 judíos y posterior esclavitud de 1000 mujeres que marca el inicio de la esclavitud en el islam

El Corán incluye múltiples referencias a los esclavos, esclavas, el concubinato esclavo, y la liberación de los esclavos. También acepta la institución de la esclavitud, si bien anima constantemente a la liberación de esclavos. Cabe señalar que la palabra 'abd' (esclavo) se utiliza muy poco, siendo casi siempre sustituido por algunas perífrasis como ma malakat aymanukum («lo que posee tu mano derecha»). El Corán reconoce la desigualdad básica entre el amo y el esclavo y los derechos del primero sobre el segundo. El historiador Brunschvig afirma que desde una perspectiva espiritual, «el esclavo tiene el mismo valor que el hombre libre, y lo mismo la eternidad está en el almacén para su alma, en esta vida terrenal, a falta de emancipación, subsiste el hecho de su condición de inferioridad, a la que él debe dimitir piadosamente.

32. Casad a aquéllos de vosotros que no estén casados y a vuestros esclavos y esclavas honestos. Si son pobres, Dios les enriquecerá con Su favor. Dios es inmenso, omnisciente. 33. Que los que no puedan casarse observen la continencia hasta que Dios les enriquezca con Su favor. Extended la escritura a los esclavos que lo deseen si reconocéis en ellos bien, y dadles de la hacienda que Dios os ha concedido. Si vuestras esclavas prefieren vivir castamente, no les obliguéis a prostituirse para procuraros los bienes de la vida de acá. Si alguien les obliga, luego de haber sido obligadas Dios se mostrará indulgente, misericordioso (con ellas). C. 24:32 y 33

El profeta Mahoma, referente para los musulmanes practicaba la esclavitud, lo cual se justifica en el Corán:

50. ¡Profeta! Hemos declarado lícitas para ti a tus esposas, a las que has dado dote, a las esclavas que Dios te ha dado como botín de guerra, a las hijas de tu tío y tías paternos y de tu tío y tías maternos que han emigrado contigo y a toda mujer creyente, si se ofrece al Profeta y el Profeta quiere casarse con ella. Es un privilegio tuyo, no de los otros creyentes —ya sabemos lo que hemos impuesto a estos últimos con respecto a sus esposas y esclavas, para que no tengas reparo—. Dios es indulgente, misericordioso.
C 33:50

Entre los esclavos de Mahoma se encontraban: Yakan Abu sharh, Aflah, 'Ubayd, Dhakwan, Tahman, Mirwan, Hunayn, Sanad, Fadala Yamamin, Anjasha al-Hadi, Mad'am, Karkará, Abu Rafi', Thawban, Ab Kabsha, Salih, Rabah, Yara Nubyan, Fadila, Waqid, Mabur, Abu Waqid, Kasam, Abu 'Ayb, Abu Muwayhiba, Zayd ibn Harithah, y también un esclavo negro llamado Mahran, que fue renombrado por Mahoma como Safina ('buque'). Algunas esclavas de Mahoma fueron Salma Um Rafi', Maymuna hija de Abu Asib, Maymuna hija de Saad, Khadra, Radwa, Razina, Um Damira, Rayhana, María la Copta con la que tuvo un hijo muerto a corta edad (Ibrahim), además de otras dos siervas esclavas, uno de ellas le había sido dada como regalo por una de sus esposas, Zaynab, y la otra capturada en una guerra».
Una de las ventajas de la esclavitud en el islam, es que al igual que por un caballo, tampoco se tiene que pagar azaque por poseer un esclavo:

Narró Abu Huraira: El Apóstol de Alá dijo: «No hay Zakat para un caballo o un esclavo perteneciente a un musulmán»
Sahih Bukhari 2:24:542

El profeta también recalcó repetidamente la importancia del buen trato hacia los esclavos:

Narró Abu Musa: "El Mensajero de Allah ﷺ dijo: Quien tenga una mujer esclava y la eduque, la trate bien y luego la libere y se case con ella, tendrá una doble recompensa"
Sahih Al-Bukhari 2544

Narró Abu Huraira que el Mensajero de Allah ﷺ dijo: "Quien libere a un esclavo, Allah le liberará del fuego una extremidad por cada extremidad del cuerpo del esclavo"
Sahih Muslim 1509 b

Dijo Zadhan: "Fui a donde estaba Ibn Umar, el cual había liberado a un esclavo [...]. Me dijo: "Dijo el Mensajero de Allah que quien golpee o agreda a su esclavo, su enmienda es liberarlo"
Sunan Abi Dawud 5168